# Círculo Eranos

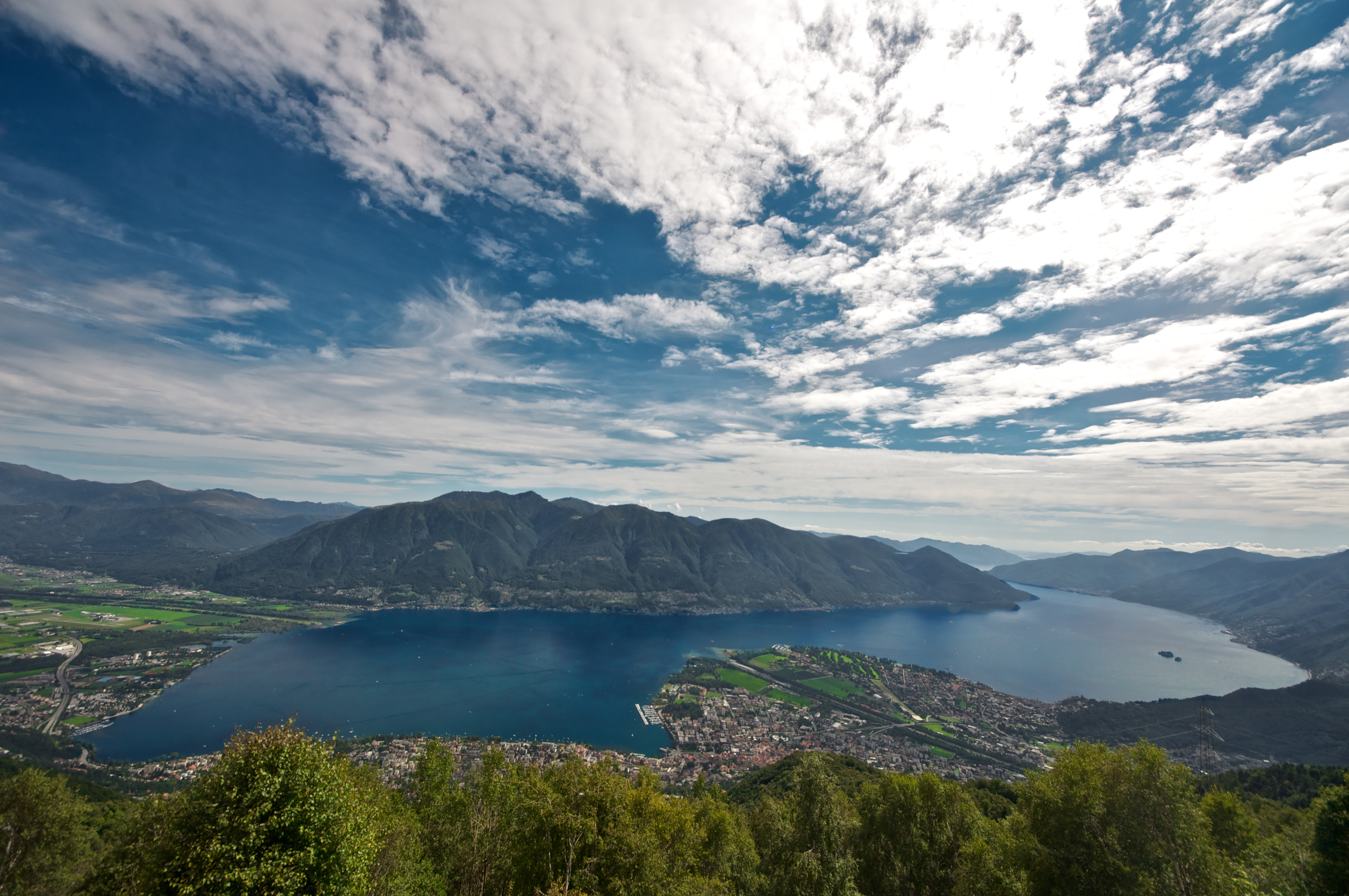
Lago Maggiore con Ascona a la derecha.

El Círculo de Eranos (en alemán Eranoskreis; en griego, eranos [ἒρανος]: comida en común, comida frugal donde cada uno aporta su parte, celebración compartida) es un grupo de discusión intelectual dedicado a los estudios humanísticos y religiosos, así como a las ciencias naturales. Se ha reunido anualmente en Suiza desde 1933. Produce un anuario de los documentos presentados (Eranos Yearbooks, Eranos-Jahrbücher, Anuarios Eranos), generalmente en el idioma en que se entregó. Este evento ha servido como punto de contacto para pensadores de diferentes campos del conocimiento que van desde la psicología profunda y la religión comparada hasta la historia, la crítica literaria y el folclore, y proporciona un entorno y un grupo agradable dentro del cual discutir todo asunto espiritual.
El nombre fue escogido por el teólogo alemán y especialista en el estudio comparativo de las religiones Rudolf Otto para denominar los encuentros anuales llevados a cabo en casa de su fundadora Olga Fröbe-Kapteyn (1881-1962). Su objetivo original era explorar los vínculos entre el pensamiento de Oriente y Occidente. Si Rudolf Otto, como "denominador", y Olga Fröbe-Kapteyn, como "fundadora", componen los dos vértices del triángulo simbólico naciente, será el psiquiatra y psicólogo suizo Carl Gustav Jung quien ocupe el tercer vértice, como "inspirador". Será, por lo tanto, el acercamiento multidisciplinar de un grupo de sabios, científicos, investigadores y especialistas el que cristalice y dé forma a los valiosos resultados de esta fiesta compartida.
Cada conferencia tiene una duración de unos ocho días, durante los cuales todos los participantes comen, duermen y conviven juntos, promoviéndose una proximidad que alienta una atmósfera de discusión dialéctica. Cada año es presentado un nuevo tema y la idea es que cada pensador delibere durante dos horas acerca del mismo —su contribución al banquete de ideas— planteando un esbozo pictórico que es inmediatamente compartido y complementado por las diversas pinceladas provenientes de las diferentes paletas intelectuales. De este modo nos introduciríamos en una gestalt colorista generada por la sinergia caleidoscópica de múltiples pensadores inmersos en un productivo discurso intelectual.
En el prólogo del primer Eranos-Jahrbuch o Anuario Eranos, Olga Fröbe-Kapteyn describe así su intención original:

Las jornadas Eranos se han propuesto como meta mediar entre Oriente y Occidente. La tarea de esa mediación, y la necesidad de crear un lugar para promover ese entendimiento en los dominios espirituales, se hizo cada vez más clara... La confrontación fecunda entre Oriente y Occidente es en principio una cuestión psicológica. Los definidos planteamientos del hombre occidental en sentido religioso y psicológico pueden hallar sin duda una fecundación oportuna y complementaria por parte de la sabiduría de Oriente. No se trata de una imitación de los métodos y doctrinas orientales, ni de menospreciar o excluir la sabiduría occidental referente a todo ello, sino de que la sabiduría, el simbolismo y los métodos orientales pueden ayudarnos a redescubrir nuestros propios valores espirituales.

## Historia

### Inicios

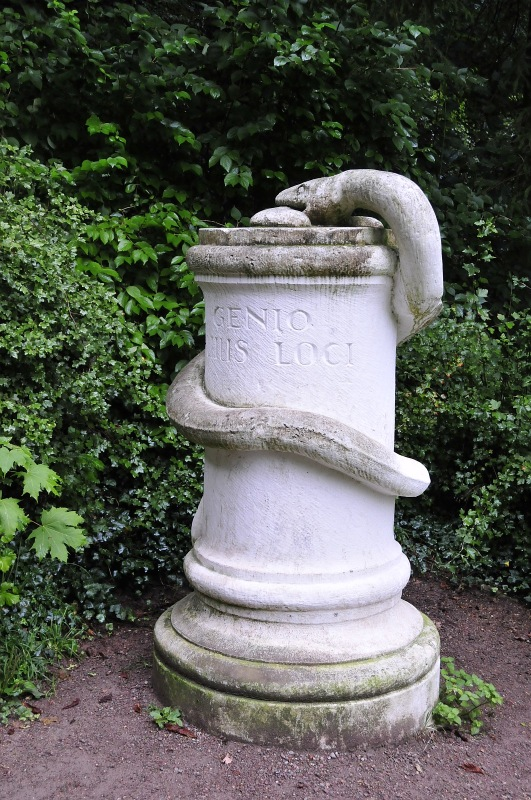
Eranos estaba presidida por una escultura de piedra con la inscripción genio loci ignoto ("al genio desconocido del lugar").

Eranos fue un proyecto de Olga Fröbe-Kapteyn (1881-1962) que surgió a orillas del Lago Mayor en Ascona-Moscia. Como su nombre lo refleja, eranos (en griego "banquete") era un lugar y una ocasión donde los asistentes ofrecían generosamente contribuciones en la mesa. Sus objetivos eran crear un "lugar de encuentro y experiencia" y un "espacio libre para el espíritu" donde el pensamiento oriental y occidental pudieran encontrarse. Eranos halló su inspiración para la Conferencia interdisciplinar internacional anual (Eranos Tagung) en vestigios del estilo renacentista italiano, los círculos intelectuales del romanticismo alemán y los grandes salones de Europa del siglo XIX. Eranos comenzó con un ambicioso programa de conferencias anuales celebradas en Casa Eranos. Originalmente, cada conferencia duraba unos diez días, generalmente durante la segunda quincena de agosto o principios de septiembre. Las ponencias, que duraban aproximadamente dos horas, eran impartidas por los oradores en su lengua materna, sin traducción. Un antiguo gong, que se tocaba con una cadencia lenta y severa, atraía a los oradores y al público para el inicio, la suspensión o la reanudación de los discursos. Desde la década de 1940, la parte "formal" de la conferencia se complementó con discusiones "informales", reservadas a un grupo más pequeño de oradores y algunos otros invitados, en la terraza de Casa Gabriella. El grupo se reunía alrededor de una gran mesa redonda debajo de dos altos cedros frente al lago Maggiore. Una escultura de piedra con la inscripción genio loci ignoto ("al genio desconocido del lugar") se situó en el fondo.

### Fundadora
Olga Fröbe-Kapteyn nació en Londres de padres holandeses, en un contexto culturalmente rico, el 19 de octubre de 1881. Su madre, Geertruida (Truus) Agneta Kapteyn-Muysken (1855-1920), participó en movimientos feministas y de renovación social, mientras que su padre, Albertus Philippus Kapteyn (o Kapteijn, 1848-1927), era un ingeniero con pasión por la fotografía. Desde 1900, vivió en Zúrich, donde estudió en la Escuela de Artes Aplicadas y luego en la Universidad de Zúrich. En 1909, se casó con el flautista y director de orquesta, Iwan Fröbe (1880-1915), con quien vivió en Berlín y, desde 1914, en Zúrich nuevamente. Enviudó de Iwan Fröbe en 1915 debido a un accidente aéreo. En 1919-1920, junto con su hija Bettina Gertrude (nacida en 1915), se mudó al sur de Suiza para someterse a algunos tratamientos naturales en el sanatorio "monte de la verdad" (Monte Verità) en Ascona. En 1920, se estableció en la encantadora Casa Gabriella en Ascona-Moscia, a orillas del lago Maggiore. Fue allí donde, durante un largo período de soledad, se familiarizó con las filosofías orientales, la meditación y la psicología profunda.
Su primer contacto profundo con el simbolismo fue gracias a un poeta y místico de Múnich, Ludwig Derleth (1870-1948), quien en la década de 1920 tuvo una influencia considerable tanto en ella como en el nacimiento de Eranos. En 1928 construyó una sala de conferencias cerca de su Casa Gabriella. La denominó Casa Eranos y se utilizó como "un lugar de encuentro y experiencia", donde las filosofías orientales y occidentales podían encontrarse y dialogar. El nombre, "Eranos", le fue sugerido por Rudolf Otto (1869-1937). Fue un eminente historiador de la religión y autor de varios estudios importantes del análisis fenomenológico de la experiencia religiosa, como Lo santo. Lo racional y lo irracional en la idea de Dios (1917) y Mística de Oriente y Occidente: un análisis comparativo de la naturaleza del misticismo (1926). Otto llevó a Eranos a encontrar una concepción de la religiosidad centrada en el ser humano. El sinólogo Richard Wilhelm (1873-1930), quien presentó su traducción del antiguo texto oracular chino I Ching en 1923, fue otro influyente importante. Su trabajo marcó un punto de inflexión en la interpretación académica de los testimonios religiosos de las culturas extraeuropeas: ya no meramente el material etnológico, sino expresiones de subjetividad dotadas de su propia realidad existencial y espiritual. Por supuesto, el psicólogo suizo Carl Gustav Jung (1875-1961) fue decisivo. Olga Fröbe-Kapteyn conoció a Jung por primera vez en la "Escuela de Sabiduría" (Schule der Weisheit) dirigida en Darmstadt por el conde Hermann Keyserling (1880-1946), donde encontró a un grupo de investigadores dedicados a descubrir la "raíz común de todas las religiones" y halló la edición del I Ching de Wilhelm por primera vez. Gracias a Jung, las conferencias de Eranos proporcionaron información considerable sobre el estudio de los arquetipos. Desde entonces, Eranos siempre ha tenido un interés particular en esas características centrales de la vida psíquica, cuyos aspectos "arcaicos" y "primitivos" conservaron sus rasgos a pesar de los procesos evolutivos que han tenido lugar.
En 1933, Olga Fröbe-Kapteyn fundó allí las conferencias Eranos, que atrajeron a algunos de los eruditos más influyentes del siglo XX. En los años siguientes, se centró en enriquecer aún más las conferencias, que se estaban convirtiendo en un "ritual", un "baile", que recomenzaba cada año, pero siempre con diferentes "bailarines". Desde mediados de la década de 1930, inicialmente a pedido de Jung, Olga Fröbe-Kapteyn también viajó a bibliotecas europeas y americanas: Londres, París, Roma, Múnich, Zúrich, Atenas, Stuttgart, Oxford, Creta, Berlín, Bonn, Tréveris y Nueva York, entre otras, para recoger imágenes simbólicas. Formó así un rico archivo, llegando a ser muy importante para la investigación de muchos académicos. El archivo Eranos forma parte ahora de las colecciones del Instituto Warburg (Universidad de Londres). Olga Fröbe-Kapteyn editó los primeros treinta Eranos Yearbooks (Anuarios Eranos) (1933-1961) y dedicó toda su vida a nutrir su empresa cultural. Falleció en Casa Gabriella el 25 de abril de 1962.

### Fases
1. Las conferencias de la primera fase (1933-37) se caracterizaron por un enfoque fenomenológico comparativo de las tradiciones espirituales orientales y occidentales, con temas como "Yoga y meditación en Oriente y Occidente", "Simbolismo oriental y occidental y orientación del alma" y "La formación de la idea de la redención en Oriente y Occidente".
2. Las conferencias de la segunda fase (1938-46) fueron influenciadas cada vez más por el trabajo de Jung. Estas reuniones condujeron la perspectiva de la fenomenología comparada a temas arquetípicos individuales, una vez más en las tradiciones espirituales orientales y occidentales. Las actas que salen de esas conferencias comprenden auténticos expedientes temáticos (por ejemplo, "La forma y el culto de la Gran Madre", "El simbolismo del renacimiento", "El principio hermético", "El espíritu").
3. Las conferencias de la tercera fase (1947-62) giraron en torno a un ambicioso programa de antropología cultural centrado en el fundamento del "hombre interior" ("inner Mensch") desarrollado por Erich Neumann. Estas reuniones presentaron temas como "Hombre y rito", "Hombre y tiempo" y "Hombre y energía".
4. Las conferencias de la cuarta fase (1963-1971) exploraron la antropología cultural más profundamente a través del examen de las fases y transformaciones de la vida con temas como "La polaridad de la vida", "El sentido y los cambios en la imagen del hombre" y "Las etapas de la vida en el proceso creativo".
5. Las conferencias de la quinta fase (1972-88) discutieron la hermenéutica simbólica y presentaron temas como "Pensamiento e imágenes míticas", "El juego de dioses y hombres" y "Cuerpos materiales e imaginales".
6. Las conferencias de la sexta fase (1989-2002) se basaron en diversas perspectivas con el propósito de llevar la psicología arquetipal y el antiguo texto oral chino, el I Ching, al terreno común de lo imaginal (por ejemplo, "La sombra de la perfección", "Puertas a la identidad", " Cronistas y chamanes" y "La magia de la tortuga").
7. Las conferencias de la séptima fase (2006 hasta el presente) han explorado la relación entre el individuo y la sociedad y han tratado de crear un diálogo sobre los grandes problemas que enfrentan las culturas humanas, los obstáculos problemáticos que enhebran las culturas contemporáneas y los nudosos problemas que afectan al mundo hoy (por ejemplo, "Las modernidades de Oriente y Occidente", "Cuidado del mundo y cuidado del yo" y "¿Hacia dónde va el mundo? El futuro incierto, entre el conocimiento tradicional y el pensamiento científico").[10]

### Ponentes
Durante mucho tiempo, Eranos fue el único lugar para reunir expertos y laicos inspirados por diferentes intereses culturales y espirituales y sin estar restringidos por sus campos de especialización. En Eranos, las personas eran libres de discutir los resultados de su investigación. Como el único centro de conferencias europeo que permaneció activo durante la Segunda Guerra Mundial, Eranos ha hecho una contribución extraordinaria a la historia intelectual europea.

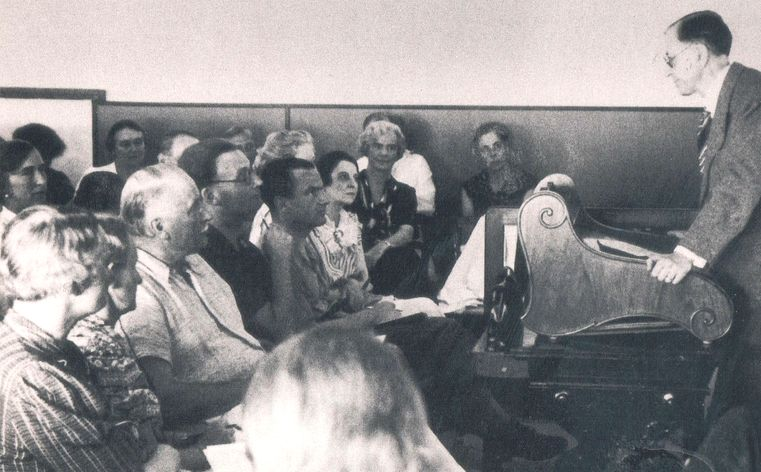
Una disertación durante las conferencias de Eranos de 1938. Paul Masson-Oursel es el orador. Carl Gustav Jung está escuchando a la izquierda de la imagen.

Eranos ha reunido a algunos de los eruditos culturales más influyentes del siglo XX y XXI. Entre ellos, los psicólogos C. G. Jung, Erich Neumann, Marie-Louise von Franz, James Hillman, Ira Progoff, Hayao Kawai y Wolfgang Giegerich; los historiadores de la religión Raffaele Pettazzoni, Gerardus van der Leeuw, Joseph Campbell, Mircea Eliade y Ernst Benz; los historiadores del cristianismo Ernesto Buonaiuti y Jean Daniélou; los historiadores de las religiones del mundo clásico Walter Friedrich Otto y Károly Kerényi; los orientalistas Caroline Augusta Foley Rhys Davids, Paul Masson-Oursel, Heinrich Zimmer, Erwin Rousselle y Giuseppe Tucci; los hebraístas Leo Baeck, Martin Buber y Gershom Scholem; los teólogos Paul Tillich, Hugo Rahner, Pierre-Jean de Menasce, Victor White y David L. Miller; los estudiosos del Islam Louis Massignon, Henry Corbin y Toshihiko Izutsu; los egiptólogos Georges Hermann Nagel y Erik Hornung; los sinólogos Paul Pelliot y Hellmut Wilhelm; los estudiosos de la gnosis Henri-Charles Puech y Gilles Quispel; el erudito del budismo zen Daisetsu Teitaro Suzuki; los antropólogos Paul Radin, John Layard, Laurens van der Post y Gilbert Durand; los etnólogos Theodor-Wilhelm Danzel, Richard Thurnwald y Jean Servier; los arqueólogos Charles Virolleaud, Vera Christina Chute Collum y Charles Picard; los filósofos Helmuth Plessner, Karl Löwith, Jean Brun, Pierre Hadot y Jean Gebser; el historiador del arte Julius Baum; el crítico literario Herbert Edward Read; los físicos Erwin Schrödinger, Hans Leisegang y Shmuel Sambursky; el ingeniero electrónico Max Knoll; los matemáticos Andreas Speiser y Hermann Weyl; los musicólogos Victor Zuckerkandl y Hildemarie Streich; el estudioso de la medicina china Manfred Porkert; y muchos otros académicos.
Durante mucho tiempo ha sido costumbre que cada orador u oradora en Eranos done el texto de su charla a cambio de la hospitalidad que le brindó la Fundación. Esto ha dado como resultado la colección de más de setecientos artículos publicados en más de setenta Eranos Yearbooks (Eranos-Jahrbücher, Anuarios Eranos, en palabras de Mircea Eliade, "una de las mejores colecciones científicas referidas al estudio de los simbolismos"). Esto proporciona evidencia de un trabajo de investigación excepcional en los más diversos campos del conocimiento, y la costumbre continúa hasta nuestros días. El espíritu que ha llevado, con extraordinaria regularidad y continuidad, a que ponentes y oyentes se encuentren y conozcan en Eranos está bien atestiguado por la imagen del gran planisferio que Daniel Brody, el primer editor de los Yearbooks, colgó en la pared de la editorial Rhein-Verlag en Zúrich en 1952 para celebrar el 20 aniversario de la serie editorial. El mapa estaba marcado con líneas multicolores, cada una representando el lugar de origen de los participantes, y todas convergían en un punto casi invisible en el mapa: Ascona. La grandeza de Eranos está encapsulada en esta imagen. Hubiera sido un error pensar que, en esas curvas, podríamos encontrar rutas aéreas o carreteras con mucho tráfico; no indicaban nada de esto. Como explica Henry Corbin, solo mostraban el camino de cada uno de ellos, ponentes y oyentes, desde los diferentes puntos del mundo, hacia el centro que los unía. El resultado fue la convergencia de personalidades únicas con un conocimiento considerablemente amplio, que participaron en un diálogo cara a cara libre de cualquier agenda académica o dogmática. Los Eranos Yearbooks y otras publicaciones se pueden comprar a través de la Fundación, las bibliotecas y las editoriales.

### Institución

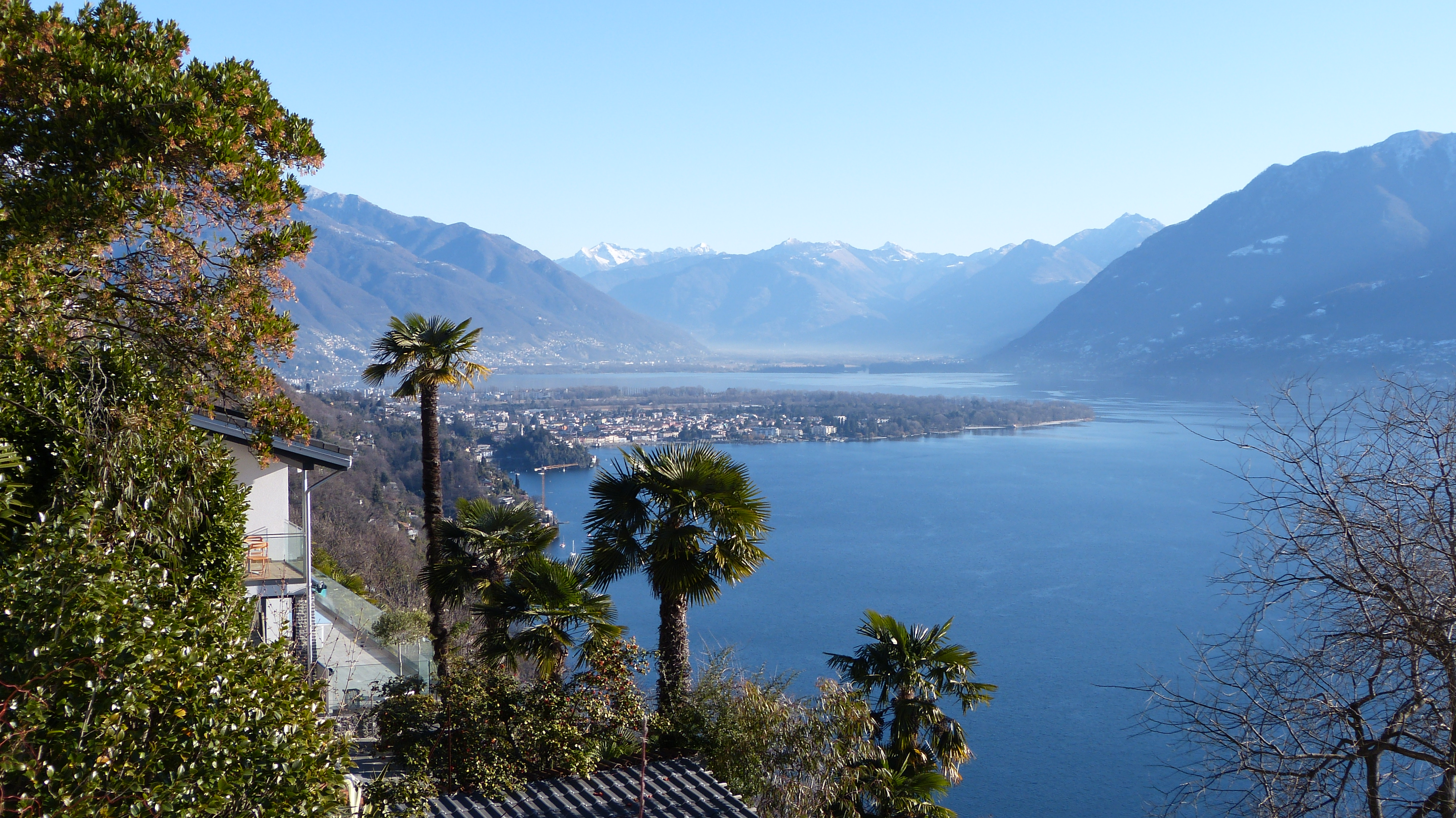
Ascona.

Desde su fundación, las actividades de Eranos fueron planificadas y coordinadas por Olga Fröbe-Kapteyn. La acompañaba el "Círculo de Eranos" (Eranos-Kreis) o la "Comunidad de Eranos" (Eranos-Gemeinschaft), un pequeño grupo de eruditos "de geometría variable", atraídos por C. G. Jung. Estas personas fueron responsables de sugerir nombres de posibles conferenciantes  a Olga Fröbe-Kapteyn. La tradición (que continúa hoy) era que los sucesivos temas de la conferencia no fueran impuestos, sino que surgieran orgánicamente al final de la conferencia en curso. El tema determinado era uno de los puntos más fuertes en los argumentos más significativos durante las sesiones de trabajo. En cierto momento, se plantearía un problema particular y se convocaría como candidato para la conferencia del año siguiente.
En la primavera de 1943, Olga Fröbe-Kapteyn transformó Eranos en una fundación reconocida legalmente, capacitada para la financiación pública y privada. Gracias a la intervención de Jung, la nueva fundación obtuvo el apoyo de la Escuela Politécnica Federal de Zúrich (ETH), Zúrich, de 1936 a 1956, y de la Fundación Pro Helvetia, que contribuyó a la financiación desde 1943. Una vez más, gracias a Jung, la Fundación Bollingen colocó a Eranos dentro de su "programa de contribuciones a instituciones (humanidades generales)" a partir de 1947.
La junta de la "primera" Fundación Eranos, que permaneció activa hasta 1955, estaba compuesta por Adolf Portmann (1897-1982; Profesor de biología y zoología en la Universidad de Basilea y más tarde Rector de la misma Universidad), Tadeus Reichstein (1897-1996; Profesor en el Instituto de química orgánica, Universidad de Basilea y coganador en 1950 del Premio Nobel de fisiología o medicina, junto con Edward Calvin Kendall (1886-1972) y Philip Showalter Hench (1896-1965), por el descubrimiento de la cortisona), Hans Conrad Bänziger (1895-1956; un famoso psiquiatra de Zúrich) y Walter Keller-Staub (un conocido abogado de Zúrich).

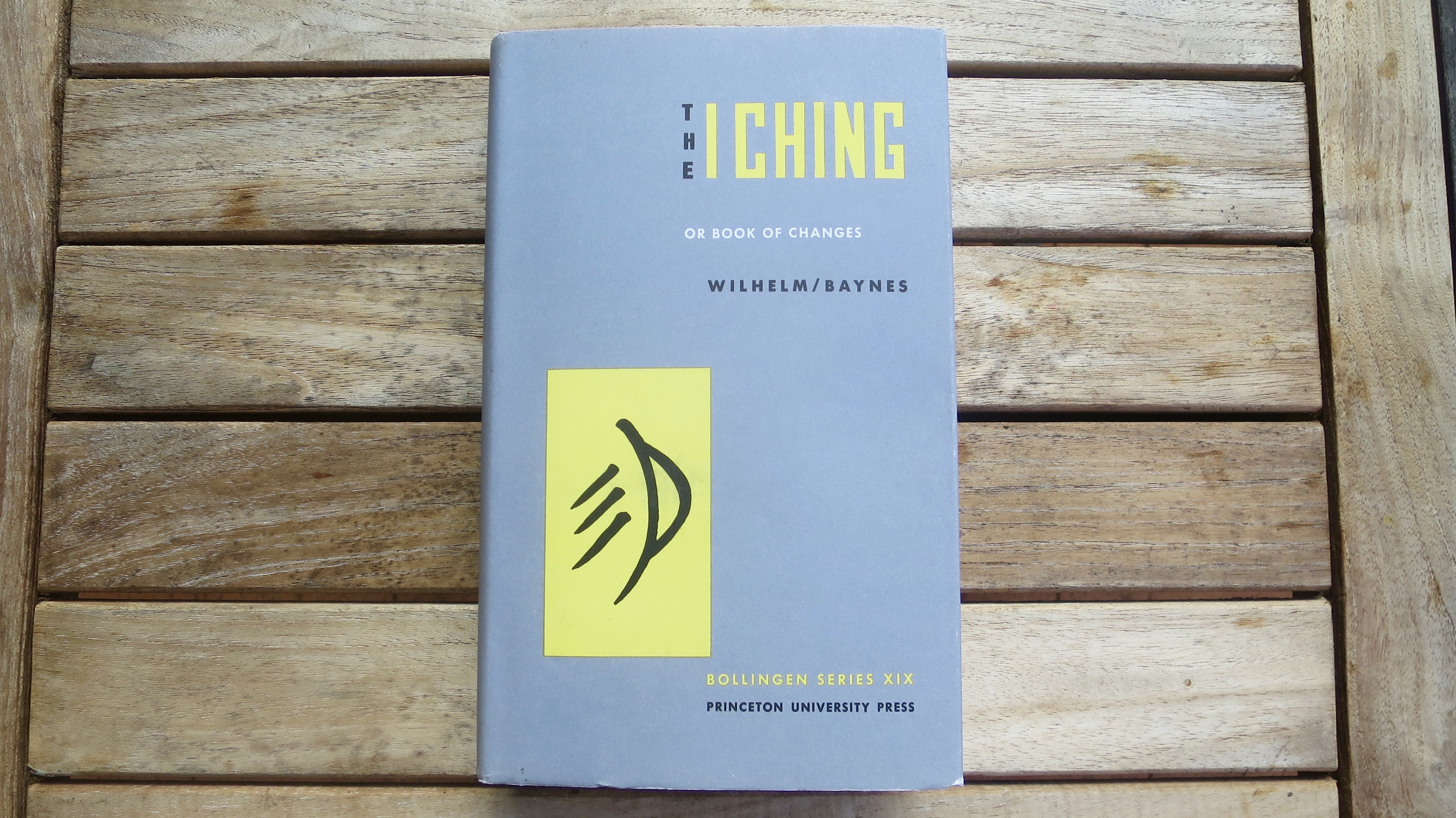
Versión del I Ching de Richard Wilhelm, en su traducción inglesa por Cary F. Baynes (Bollingen Series XIX).

Una "segunda" Fundación Eranos se estableció en agosto de 1961. Como se estipula en el testamento de Olga Fröbe-Kapteyn, Adolf Portmann fue nombrado como su primer presidente. Cuando Olga Fröbe-Kapteyn falleció en 1962, la dirección de Eranos fue heredada por Portmann, quien fue asistido por Rudolf Ritsema (1918-2006), el erudito del I Ching. La Fundación Alwine von Keller fue creada en su memoria (1878-1965) por Emma Hélène von Pelet-Narbonne (1892-1967) poco antes de su muerte. Alwine von Keller era una estudiante de Jung que vivió en Eranos desde 1937 hasta principios de la década de 1960. En marzo de 1980, la Fundación Eranos y la Fundación Alwine von Keller se fusionaron, para convertirse en la Fundación Eranos y Alwine von Keller. Después de que Ritsema renunciara, hubo varios presidentes sucesivos: Christa Robinson (1994 a 2001; psicóloga analítica), Wanda Luban (2001 a 2002; psicoterapeuta), Maria Danioth (2002 a 2005; psicóloga analítica) y John van Praag (2005 a 2009; clasicista y empresario). En enero de 2008, la Fundación volvió a su nombre original, Fundación Eranos. La Junta de la Fundación Eranos, encabezada desde 2009 por Fabio Merlini, incluye ahora representantes del Gobierno del Cantón del Tesino y también del Municipio de Ascona.

## Significatividad del Círculo
Subyace a todo el discurso de Eranos la búsqueda de sentido, la hermenéutica simbólica del sentido, la conjunción de opuestos, la compensación e integración de la unilateralidad polarizada a través del Símbolo. Según refiere Andrés Ortiz-Osés "resulta al respecto ilustrativa de la posición mediadora (complexio oppositorum), tanto de Jung como de Eranos, la respuesta que el gran psicólogo suizo hizo llegar a la fundadora de Eranos en 1945". Ante la disyuntiva suscitada por tener que escoger entre su maternidad y la dirección de Eranos, Jung responde:

Su trabajo vital por Eranos ha sido imprescindible y adecuado, aunque entre en contradicción con sus deberes de madre, que también son imprescindibles y adecuados. Lo uno es necesario, pero también lo otro: no hay que tomar una decisión, sino aguantar los contrarios, pues usted misma es una contrariedad que bulle tratando de fusionar las sustancias incompatibles de lo masculino y lo femenino en el fuego del padecimiento, a fin de conformar lo firme e inconsútil. Todos tenemos que pasar por esta especie de molición consciente o inconscientemente, queriéndolo o sin quererlo, pues el hombre se halla crucificado entre los opuestos y sufre hasta que adviene el/lo tercero mediador. No dude de la autenticidad de sus dos elementos, y deje pasar lo que tiene que pasar. Dé usted razón a su hija considerándose una mala madre, defendiendo sus deberes maternos frente a Eranos: pero no dude nunca de que Eranos también es algo auténtico que siempre ha estado implicado en y con usted.

Por lo tanto, hay que aguantar la contrariedad de los contrarios hasta desembocar en lo tercero mediador. Aquí está la clave simbólica de la mitología junguiano-eranosiana, basada en la junción de realidades desligadas. Cabe concebir al Círculo de Eranos como un espacio ritual que acoge al tiempo fluente, ajuntando las realidades desparramadas en conexiones de sentido. Ello es posible a través del simbolismo, ya que el símbolo aparece como un principio configurador de lo real. Eranos debía sobrepasar la atomización del saber, su unilateralidad y dogmatismo consecuente, buscando una cosmovisión holística y sintética basada en el estudio especializado de las teorías cosmogónicas, los ritos de iniciación, las ideas escatológicas, las doctrinas de salvación o redención y los conceptos fundamentales de Dios.

## Representantes
El listado completo de los representantes que formaron parte del Círculo Eranos en su etapa principal desde 1933 a 1988 fueron los siguientes:
| - Charles R. C. Allberry - A. Hilary Armstrong - Leo Baeck - Hans Bänzinger - Julius Baum - Charlotte A. Baynes - Louis Beirnaert - Ernst Benz - Rudolf Bernoulli - Jean Brun - Martin Buber - Ernesto Buonaiuti - Walter Burkert - Frederik J. J. Buytendijk - M. Carl v. Cammerloher - Joseph Campbell - Chung-Yuan Chang - Paul Citroen - Vera Chr. C. Collum - Henry Corbin - Walter Robert Corti - Jean Daniélou - Theodor-Wilhelm Danzel - Martin C. D’Arcy - Yves A. Dauge - Bernard Delfgaauw - Friedrich Dessauer - Peter Dronke - Gilbert Durand - Robert Eisler - Mircea Eliade - Antoine Faivre - Markus Fierz - Marie-Louise von Franz - Joseph Gantner - Kurt Gerhardt - Wolfgang Giegerich - Erwin R. Goodenough | - Michel Guiomar - Pierre Hadot - J. Wilhelm Hauer - Friedrich Heiler - Erich Heller - Pjotr Hendrix - Gustav Richard Heyer - James Hillman - Helmut Hoffmann - Gerald Holton - Stanley Romaine Hopper - Graham Hough - Michel Hulin - René Huyghe - Toshihiko Izutsu - Helmuth Jacobsohn - Aniela Jaffé - Edwin Oliver James - Adolf E. Jensen - Carl Gustav Jung - Werner Kaegi - Hans Kayser - Károly Kerényi - Geoffrey S. Kirk - Hans-Joachim Klimkeit - Max Knoll - Wilhelm Koppers - Hermann Landolt - Joseph Bernhard Lang - Detlef I. Lauf - John Layard - Gerardus van der Leeuw - Hans Leisegang - Karl Löwith - Ulrich Mann - Louis Massignon - Paul Masson-Oursel - Fritz Meier | - Jean-Pierre de Menasce - David L. Miller - Siegfried Morenz - Alexandre Moret - Paul Mus - Georges Hermann Nagel - Erich Neumann - Heiko A. Oberman - Walter F. Otto - Paul Pelliot - Raffaele Pettazzoni - Charles Picard - Herbert Pietschmann - Helmuth Plessner - Manfred Porkert - Adolf Portmann - Laurens van der Post - Emil Preetorius - Ira Progoff - Jean Przyluski - Henri-Charles Puech - Max Pulver - Gilles Quispel - Paul Radin - Hugo Rahner - Kathleen Raine - Herbert Read - Karl Reinhardt - C. A. F. Rhys Davids - Peter Anselm Riedl - Erwin Rouselle - Christopher Rowe - Hans Sachsse - Shmuel Sambursky - Tilo Schabert - Karl Ludwig Schmidt - Paul Schmitt - Herbert Schneider | - Gershom Scholem - Erwin Schrödinger - François Secret - Jean Servier - Daryush Shayegan - Morton Smith - Andreas Speiser - Roger A. Stamm - Sigrid Strauss-Kloebe - Hildemarie Streich - Daisetz Teitaro Suzuki - Richard Thurnwald - Paul Tillich - Giuseppe Tucci - Shizuteru Ueda - Thure von Uexküll - Sándor Végh - Charles Virolleaud - Eric Voegelin - Boris Vysheslavtzeff - Wladimir Weidlé - J. G. Weiss - Viktor Weisskopf - Heinz Westman - Hermann Weyl - Victor White - Lancelot Law Whyte - Hellmut Wilhelm - Walter Wili - Swami Yati Swara Ananda - Robert Charles Zaehner - Dominique Zahan - Alfred J. Ziegler - Heinrich Zimmer - Victor Zuckerkandl. |

## Conferencias
La denominación de las conferencias de la etapa principal fueron las siguientes en orden cronológico:
- 1933: Yoga y meditación en Oriente y en Occidente.
- 1934: Simbolismo de Oriente y Occidente y guía del alma.
- 1935: Guía del alma en Oriente y Occidente.
- 1936: Formación de las ideas de liberación en Oriente y Occidente (1).
- 1937: Formación de las ideas de liberación en Oriente y Occidente (2).
- 1938: Forma y culto de la Gran Madre.
- 1939: El simbolismo del renacimiento en el concepto religioso de los tiempos y del pueblo.
- 1940, 1941: Trinidad, símbolo cristiano y gnosis.
- 1942: El principio hermético en mitología, gnosis y alquimia.
- 1943: Antigua cultura solar y el simbolismo de la luz en la gnosis y en el cristianismo temprano.
- 1944: Los misterios.
- 1945: El alma.
- 1946: Alma y naturaleza.
- 1947: El hombre (1).
- 1948: El hombre (2).
- 1949: El hombre y el mundo mítico.
- 1950: El hombre y el ritual.
- 1951: El hombre y el tiempo.
- 1952: El hombre y la energía.
- 1953: El hombre y la tierra.
- 1954: El hombre y la transformación.
- 1955: El hombre y la simpatía de todas las cosas.
- 1956: El hombre y la creatividad.
- 1957: El hombre y el sentido.
- 1958: El hombre y la paz.
- 1959: La renovación del hombre.
- 1960: El hombre y la formación.
- 1961: El hombre en el campo del esfuerzo referente a las órdenes.
- 1962: El hombre, guía y guiado en el trabajo.
- 1963: Del sentido de la utopía.
- 1964: El drama del hombre en el mundo de las ideas.
- 1965: Forma como tarea del espíritu.
- 1966: Creación y formación.
- 1967: La polaridad de la vida.
- 1968: Tradición y actualidad.
- 1969: Sentido y transformación de la imagen del hombre.
- 1970: Hombre y discurso.
- 1971: Las etapas de la vida en el proceso creativo.
- 1972: Los reinos del color.
- 1973: Correspondencias entre el hombre y el mundo.
- 1974: Normas en un mundo que cambia.
- 1975: La variedad de mundos.
- 1976: Unidad y variedad.
- 1977: El Sentido de la imperfección.
- 1978: En el tiempo y fuera del tiempo.
- 1979: Pensamiento e imágenes míticas.
- 1980: Extremos y fronteras.
- 1981: Ascenso y descenso.
- 1982: El juego de dioses y hombres.
- 1983: Cuerpos materiales e imaginales.
- 1984: La belleza del mundo.
- 1985: El curso oculto de los acontecimientos.
- 1986: Reflejo humano y cósmico.
- 1987: Encrucijada.
- 1988: Concordancia o coincidencia.